# Graminofolium castneri
Graminofolium castneri är en insektsart som beskrevs av Nickle 2007. Graminofolium castneri ingår i släktet Graminofolium och familjen vårtbitare. Inga underarter finns listade i Catalogue of Life.